# دیرت ۴
دیرت ۴ (انگلیسی: Dirt 4) یک بازی ویدئویی در سبک بازی ویدئویی مسابقه‌ای است که توسط کدمسترز و در سال ۲۰۱۷ و در پلت‌فرم‌های مایکروسافت ویندوز، پلی‌استیشن ۴، ایکس‌باکس وان، لینوکس، و مک‌اواس منتشر شده‌است.